# 鍵 (1974年の映画)
『鍵』（かぎ）は、1974年5月4日公開の日活映画。成人映画。日活ロマンポルノ新シリーズ「愛の日活文芸ポルノ」第一弾。
谷崎潤一郎の小説『鍵』の2度目の映画化作品。
老人の夫が色気たっぷりの中年の妻の浮気を盗み見ながら枯れかけた情欲を燃え立たせようと喘ぐ物語。

## キャスト
- 夫：観世栄夫
- その妻郁子：荒砂ゆき
- 娘敏子：渡辺督子
- 木村：河原崎建三
- 相馬博士：加藤嘉
- 婆や：安藤繁子
- 洋装店のマダム：絵沢萠子
- 指圧師：殿山泰司
- やり手婆：高山千草[1]

## スタッフ
- 監督・脚本：神代辰巳
- 原作：谷崎潤一郎『鍵』
- 製作：三浦朗
- 企画：古谷康雄
- 撮影：姫田真佐久
- 照明：直井勝正
- 美術：横尾嘉良
- 録音：秋野能伸
- 編集：鈴木晄
- 助監督：鴨田好史[1]

## 製作

### 企画
日活がロマンポルノ路線に転じて約2年半。軌道には乗ったが、ポルノ映画は客層が限られるため、それ以上の伸びがないとの判断から、ロマンポルノをどう開発していくか、と社内で議論があり、打ち出された日活ロマンポルノ新シリーズ「愛の日活文芸ポルノ」第一弾。前年の神代辰巳監督『四畳半襖の裏張り』を発展させる形で文芸シリーズものをやっていこうと企画された。日活より先にポルノを製作していた東映ポルノの不振を見て、ポルノ映画衰退の風潮を日活も敏感にキャッチしていたともいわれる。通常の製作費の二倍1500万円で制作、異例の3000万円で制作。紋日にもっと客を集めたいという方針から、若い層を狙うという意味合いで企画されたのが、『赤ちょうちん』に始まる「日活青春路線」。『赤ちょうちん』は、岡田裕プロデューサーが「歌謡映画シリーズ」を発案して、その第一弾とする文献もある。「歌謡映画シリーズ」は、土屋映像本部長の発案とする文献もあり、土屋本部長が「石原裕次郎も小林旭も吉永小百合も歌謡映画でスターダムにのしあがった。ロマン・ポルノも "歌謡シリーズ"を新設して話題作りを心がける」と、徳間音工の新人歌手・星まり子を主演に抜擢し『女子大生 かりそめの妻』（武田一成）監督の製作を発表している。製作発表は1974年1月20日に異例の銀座のクラブで行われたが、星のボインタッチを告知していたため、期待感を抱いた報道陣が50人集まった。田中鉄男広報部長は「『戦争と人間・完結篇』の時よりよりカメラマンの数が多い」と話した。『女子大生 かりそめの妻』にベースとする歌が存在するのかは不明。
村上覚日活副社長は「私が企画課長をしているときにウチのいま堀雅彦社長が製作担当常務で『東映のヤクザ映画をマネしろ』ということで、東映のライターを匿名で覆面で書いてもらったり、われわれも毎週、東映映画を見に行き、監督たちも見に行ってやったけれども、どうしても東映さんのヤクザ映画はできなかったですね。同じもんなんだからできると思うけれども、どっか違うんですね…日活には培った土台があって、監督から何から、全部、そういう空気でできていますから、この土台から青春ものが出て、アクションが出て、今ポルノをやっていますけど、この空気だけはやっぱり大切にしていきたい…ちょうど東宝さんは『神田川』、ウチは『赤ちょうちん』という競作になりましたけど、批評家の方が、はっきり断を下しているように、ああいうものを作らせたら、ウチは上手いということは事実です。それはもう理屈じゃないと思います。やはり会社の持つ特異性は大きいんじゃないでしょう」などと述べた。

### キャステング
主演郁子には最初は瑳峨三智子が、当時の日活では破格のギャラ180万円でキャステングされていた。このため度々トラブルを起こし、芸能界を干されていた瑳峨の芸能界復帰作と注目を浴びた。瑳峨は1974年3月1日の正式に出演契約を結んだが、翌3月2日、女王様そのままの態度で調布の日活撮影所に現れた。瑳峨が同撮影所を訪れるのは1966年の『新遊侠伝』以来8年ぶり。瑳峨は当時、岡山市の高級クラブのホステスとして働いていた。出迎えた関係者はハレものにでも触るように丁寧に出迎えた。瑳峨が主演した同じ日活の1955年の映画『江戸一寸の虫』で神代辰巳が助監督を務めたことから神代とは旧知の間柄で、瑳峨も「谷崎先生の作品ですし、セクス描写を無視して映画化は出来ませんわ」などと話し、最初は和気あいあいムードだった。ポルノの本家日活の製作ならセクス描写が際どくなるのは最初から瑳峨も承知の筈で、ヌードになることに合意した上での出演の承諾だったといわれる。ところがシナリオや制作スケジュール等、細部の話し合いを行っていくうち、性描写に関して意見が対立し始めた。台本に書かれた描写に瑳峨はたじろぎ、「決定稿を見せて下さい」神代「まだ出来ていません」というやり取りあたりから雲行きが怪しくなった。風呂場で倒れ、全裸のまま寝室に運ばれ、老人に体を調べられる件で反撥した。瑳峨は「成人映画であることは了解していますが、問題のカットごとのコンテを事前に見せて欲しい。でなければ吹き替えを」と主張。これに対して日活は「現場でベストのものを狙う神代式では無理な相談。それに吹き替えでは瑳峨を起用した意味がない」と真っ向対立。瑳峨は報道陣に「全裸なんて。とんでもございません」と息巻き、全裸拒否宣言。日活は翌3月4日に瑳峨と再度の話し合いを持ったが合意に至らず、嵯峨の降板を決めた。マスメディアは「"問題児"瑳峨はまだ生きている」と報道した。急遽人選を急ぎ、自社の葵美津子や中島葵、外部女優の稲野和子らを候補に挙げ、出演交渉を進めたが、結局、1973年3月8日荒砂ゆきに決った。これをメディアは「ピンチヒッターならぬ、ピンチヒロイン」と称した。
荒砂ゆきは"田原久子"名義で1960年代から活動していた女優だが、1969年にシングル「夜の味／夜のボサノバ」（日本グラモフォン）で歌手デビューする際、ジャケットでセミヌードになったため、「親に悪いから」と芸名を荒砂ゆきに変えた。

### 撮影
1974年3月11日、京都市河原町三条の繁華街ロケからクランクイン。この日、東山区の露地や白川でも撮影し、京都の代表的風景を拾った。3月13日には滋賀県琵琶湖畔に移動し、瀬田川でロケを行った。1974年3月16日、荒砂がふろ場で失神し、夫役の観世栄夫、木村役の河原崎建三に抱きかかえられ、運ばれる瑳峨が降板する切っ掛けになった問題の濡れ場シーンを撮影。全裸になるのは本作が初めてで、荒砂は「作品的にすぐれたものならポルノでも構わないと思う」と話した。撮影現場で女優を自分の"波長"に誘いこむことでは定評のある神代監督は、荒砂をやさしくリードした。15年前の市川崑監督版『鍵』に対しては「あのときは吹き替えだし、制約が多すぎた。今度の方が面白くなって当たり前」「男は絶対女にはかなわないといった感じが狙い。微妙な違いを重ねていって、ブラックユーモア風の作品にしたい」などと述べた。一連の騒動はマスメディアに大きく取り上げられ、宣伝にはなった。